# Agnieszka Jędrzak
Agnieszka Karolina Jędrzak (ur. ok. 1983) – polska urzędniczka państwowa, od 2025 podsekretarz stanu w Kancelarii Prezydenta RP.

## Życiorys
Absolwentka XV Liceum Ogólnokształcącego im. Narcyzy Żmichowskiej w Warszawie. W 2007 ukończyła filologię romańską na Uniwersytecie Warszawskim, broniąc pracy magisterskiej o związkach pomiędzy literaturą a malarstwem w XX wieku. Kształciła się w ramach stypendium rządu francuskiego na Uniwersytecie Paryskim, odbyła studia podyplomowe w zakresie lingwistyki stosowanej i zarządzwania zasobami ludzkimi (na UW) oraz studia typu Master of Business Administration na Akademii Jagiellońskiej w Toruniu. Przez 15 lat pracowała w Instytucie Pamięci Narodowej, początkowo w Sekcji Informacji Naukowej w ramach Archiwum IPN, kierowała w niej komórką zagraniczną i prowadziła projekt międzynarodowy. Następnie odpowiadała za Wydział Informacji i Kontaktów Międzynarodowych w Biurze Prezesa i Komunikacji Społecznej, przekształcone w Biuro Współpracy Międzynarodowej IPN. Prowadziła projekt edukacyjny „Szlaki Nadziei. Odyseja Wolności”.
7 sierpnia 2025 została powołana na stanowisko podsekretarza stanu w Kancelarii Prezydenta Rzeczypospolitej Polskiej, powierzono jej odpowiedzialność za relację z Polonią i Polakami za granicą.

## Odznaczenia
Odznaczona Brązowym Krzyżem Zasługi (2022).